# Мюлльхайм (Баден)
Мю́лльхайм (нем. Müllheim) — город в Германии, в земле Баден-Вюртемберг, столица Маркгрефлерланда.
Подчинён административному округу Фрайбург. Входит в состав района Брайсгау — Верхний Шварцвальд. Население составляет 18 370 человек (на 31 декабря 2010 года). Занимает площадь 57,91 км². Официальный код — 08 3 15 074.
Город подразделяется на 8 городских районов.

Мюлльхайм

## Экономика
В городе располагается завод и штаб-квартира компании AUMA - одного из ведущих производителей электроприводов и редукторов для автоматизации трубопроводной арматуры.